# Дом школы слепых (Чернигов)
Дом школы слепых — памятник истории вновь выявленный в Чернигове. Сейчас в здании размещается Черниговское музыкальное училище им. Л. В. Ревуцкого (корпус № 2).

## История
Приказом Главного управления культуры туризма и охраны культурного наследия Черниговской областной государственной администрации от 24.10.2011 № 217  присвоен статус памятник истории вновь выявленный под охранным № 8122. Здание расположено в «комплексной охранной зоне памятников исторического центра города», согласно правилам застройки и использования территории. Не имеет собственной «территории памятника», не установлена информационная доска.

## Описание
Дом построен в конце 19 века на Воздвиженской улице (сейчас Князя Чёрного) при примыкании Святославской улицы (ныне проспект Мира).
Каменный, 2-этажный дом на высоком цоколе, прямоугольный в плане, с четырёхскатной крышей. Фасад симметричный, направлен на северо-восток к проспекту Мира. Окна 2-го этажа полукруглые. Фасад имеет слабовыраженные боковые ризалиты, которые завершаются фронтонами.
Опека над детьми с особыми нуждами получила развитие в Российской империи в конце 19 века, где важную роль играло «Опекунство императрицы Марии Александровны», созданное в 1881 году. Идея Черниговского отделения «Опекунства», как училища для слепых, возникла в 1891 году. В 1892 году была приобретена усадьба Ясновского по улице Воздвиженской дом № 7, что на углу с Святославской улицей (ныне проспект Мира). Школа для слепых в Чернигове была открыта 10 января 1893 года. Училище было рассчитано на 30 детей. В 1898 году здесь проживало 18 мальчиков и 11 девочек, в 1912 году — соответственно 22 и 9. При училище действовала домовая церковь, а в 1906 году в училище была открыта мастерская по изготовлению верёвок, которые поставлялись на епархиальный завод свечек. Активная работа общества получила в 1900 году положительные отзывы императора Николая ІІ и попечительства императрицы Марии Александровны. 
Во время Великой Отечественной войны был разрушен. В послевоенные годы: в 1945 году дом был отстроен. 
Сейчас в здании размещается Черниговское музыкальное училище им. Л. В. Ревуцкого (корпус № 2).